# أندراتش
بلدية أندراتش (بالإسبانية: Andrach) هي بلدية تقع في منطقة جزر البليار شرق إسبانيا.

## الديموغرافيا
بلغ عدد سكان بلدية أندراتش 11.919 نسمة عام 2011 (وفقاً للمعهد الوطني للإحصاء الإسباني).
| 8.098 | 8.477 | 9.454 | 9.906 | 10.939 | 11.685 | 11.919 |